# Ciutat metropolitana de Messina
La Ciutat metropolitana de Messina (en italià Città metropolitana di Messina) és una ciutat metropolitana que forma part de la regió de Sicília a Itàlia. La seva capital és Messina.
Amb vistes al mar Tirrè al nord i a l'est amb el mar Jònic, està separat de Calàbria per l'estret de Messina. Limita a l'oest amb la ciutat metropolitana de Palerm, al sud per la província d'Enna i la ciutat metropolitana de Catània.
Té una àrea de 3.266,12 km², i una població total de 638.160 Hab. (2016) Hi ha 108 municipis a la ciutat metropolitana i s'hi troben les Illes Eòlies.
El 2015 va reemplaçar a la província de Messina.